# Jan Leonardi
Jan Leonardi (ur. 1541 w Diecimo, Lukka we Włoszech, zm. 9 października 1609 w Rzymie) – włoski aptekarz, ksiądz, założyciel zakonu Kleryków Regularnych Matki Bożej.

## Życiorys
Jan Leonardi urodził się w 1541 roku w rodzinie skromnych właścicieli ziemskich. Został wysłany do Lukki, aby nauczyć się sztuki aptekarstwa. Tam uczęszczał do grupy zwanej "Colombini", która zobowiązywała do życia prawdziwych chrześcijan wspierających ubogich i pielgrzymów.
W wieku 26 lat, za radą swego kierownika duchowego, porzucił zawód aptekarza i rozpoczął studia kościelne, a w 1571 roku odprawił swoją pierwszą Mszę św. Od tego czasu poświęcił się głoszeniu spowiedzi, a zwłaszcza nauczania doktryny chrześcijańskiej, według norm Soboru Trydenckiego. Założył towarzystwo Nauki Chrześcijańskiej, a także był założycielem zakonu Kleryków Regularnych Matki Bożej. Podczas pierwszej kapituły generalnej został wybrany na przełożonego generalnego i wyjechał do Rzymu, aby uzyskać aprobatę statutu zatwierdzoną przez biskupa w 1584 roku. Zmarł 9 października 1609 roku i został pochowany w kościele S. Marii in Portico, a później jego ciało przeniesiono do kościoła S. Marii in Campitelli.
Beatyfikowany przez Piusa IX w 1861 roku, a kanonizowany przez Piusa XI 17 kwietnia 1938 roku.